# Талат Джафері
Талат Джафері (алб. Talat Xhaferi, мак. Талат Џафери; нар. 15 квітня 1962) — македонський політик албанського походження, спікер парламенту Північної Македонії. Колишній міністр оборони.

## Біографія
Народився 15 квітня 1962 року у селищі Форино поблизу Гостивара, СРМ, СФРЮ. Закінчив початкову школу у сусідньому селі Чегране, продовжив навчання у військовій середній школі у Белграді. Навчався у Військовій академії сухопутних сил Югославської народної армії (ЮНА) у Белграді та Сараєво, проходив службу на командно-штабних посадах у Військовій академії «Генерал Михайло Апостольський» в Скоп'є. З 1985 по 1991 року був офіцером ЮНА, а з 1992 по 2001 рік — офіцером Збройних сил Македонії.
Під час збройного конфлікту 2001 року, в якому албанці атакували сили безпеки країни, Джафері був старшим офіцером ЗСМ, командував у військовій частині в Тетово. 28 квітня, у день бійні у Вейце, він був черговим командиром у частині. Кілька днів потому він дезертував і приєднався до Національної визвольної армії (НВА), повстанської групи албанців, і став командиром її 116-ї бригади з позивним «командир Форино», на честь його місця народження. Після укладення Охридської угоди був амністований.

## Політична діяльність
З 2004 по 2006 рік був заступником міністра оборони. З 2008 по 2013 рік був депутатом Зборів від партії Демократичний союз за інтеграцію, союзної з консервативною ВМРО-ДПМНЄ.
У 2012 році Джафері став відомим своїми довгими промовами, які використовував як тактику обструкції для блокування прийняття закону про ветеранів, який надавав пільги ветеранам-етнічним македонцям, залишаючи поза його дією ветеранів НВА. Він заблокував розгляд законопроєкту парламентською комісією «читаючи вірші, цитуючи іноземну літературу та доповіді про Македонію, бурмочучи чи просто мовчав, очікуючи на сплив часу».
У 2013 році Джафері був призначений міністром оборони у кабінеті Николи Груєвського, замінивши свого однопартійця Фатміра Бесімі. Призначення Джафері спровокувало протести як серед македонців (зокрема, відставного генерала Стоянса Ангелова з ветеранської опозиційної партії «Гідність»), так і серед албанців. Джафері заявив, що буде прагнути зробити збройні сили «символом спільного існування, терпимості та поваги до різноманіть».

### Голова Зборів
У квітні 2017 року Джафері обрали головою македонського парламенту за підтримки коаліції албанських партій та опозиційної соціал-демократичної партії СДСМ, що спричинило заворушення у будівлі парламенту. Партія ВМРО-ДПМНЄ назвала це рішення переворотом. Згодом демонстранти увірвалися до будинку парламенту, побивши журналістів та депутатів, і були потім розігнані поліцією.

## Нагороди
- Орден князя Ярослава Мудрого II ст. (Україна, 21 жовтня 2022) — за значні особисті заслуги у зміцненні міждержавного співробітництва, підтримку державного суверенітету та територіальної цілісності України, вагомий внесок у популяризацію Української держави у світі[11]

## Особисте життя
Окрім македонської та албанської, володіє сербсько-хорватською та англійською мовами.